# إيفرت جي جاكسون
إيفرت جي جاكسون (بالإنجليزية: Everett Gee Jackson)‏ هو رسام أمريكي، ولد في 8 أكتوبر 1900 في ماهيا في الولايات المتحدة، وتوفي في 4 مارس 1995 في سان دييغو في الولايات المتحدة.